# Kyōto Sanga

Altes Logo des Vereins

Kyōto Sanga F.C. (jap. 京都サンガF.C., Kyōto Sanga efu shī) ist ein japanischer Fußballclub aus Kyōto. Aktuell spielt der Verein in der ersten japanischen Liga. Er ist der mit Abstand älteste Profiklub des Landes.
Der Beiname Sanga kommt aus Indien und bedeutet in der buddhistischen Terminologie „Schar“ oder „Gemeinschaft“ – eine Anspielung an die Hochschulvergangenheit der Mannschaft. Auch verweist der Name auf die buddhistische Tradition der ehemaligen Kaiserstadt.

## Geschichte
Seinen Ursprung hat der Verein im 1922 gegründeten Kyōto Shikō Club (京都紫郊クラブ, Kyōto Shikō Kurabu, wörtlich: „Kyōto-Purpurvorstadt-Klub“), welcher sich nicht – wie die meisten Vereine – aus einer Werksmannschaft, sondern einem Hochschulteam gründete. Die Vereinsfarbe, die sich auch im Wappen der Präfektur und Stadt Kyoto findet, soll an den ehemals kaiserlichen Status der Stadt erinnern. 1954 wurde die Schreibweise bei gleicher Aussprache in 京都紫光クラブ (wörtlich: „Purpurstrahl-Klub Kyōto“) geändert. Die Lehrermannschaft nahm in den 50er- und 60er-Jahren mehrfach am Kaiserpokal teil, ohne jedoch das Finale zu erreichen. Eine Aufnahme in die landesweite Japan Soccer League – welche ursprünglich Firmenmannschaften vorbehalten war – erfolgte 1973. Mit Gründung der J. League 1993 nahm der Klub an der damals zweitklassigen Japan Football League teil.
Zur Saison 1994 wurde der Klub als Aktiengesellschaft K.K. Kyōto Purple Sanga (株式会社京都パープルサンガ, kabushiki kaisha Kyōto Pāpuru Sanga, engl. Kyoto Purple Sanga Co. Ltd.) neu gegründet, zu dessen Investoren Unternehmen wie Kyōcera, Nintendō und die Kyōto Shimbun sowie Präfektur und Stadt Kyōto gehören.
Begünstigt durch die ständige Erweiterung der J. League, rückte Sanga kontinuierlich in der Tabelle nach oben, bis der Klub 1995 schließlich hinter den Fukuoka Brooks den zweiten Rang belegte und ins Oberhaus aufstieg. Auch begünstigte die Aufstockung der Liga in der folgenden Saison den Klassenerhalt. Mit mäßigem Erfolg verblieb Sanga in der J. League, musste aber den Abstieg in der Saison 2000 hinnehmen. Nach dem sofortigen Wiederaufstieg 2001 übernahm das deutsche Trainerduo Gert Engels und Michael Weiß die Mannschaft und konnte sich mit Unterstützung des in Kyoto ansässigen Kyōcera-Konzerns in der Division 1 halten. Auch der Titel im Kaiserpokal sorgte für steigende Euphorie und Zuschauerzahlen.
Nach dem Abgang einiger Leistungsträger – Engels war ebenfalls entlassen worden – stieg Kyoto Sanga 2003 wieder in die J. League Division 2 ab.
Der neue Trainer Kōichi Hashiratani trennte sich 2005 von den alten Stars Daisuke Matsui und Teruaki Kurobe und sicherte mit einer verjüngten Mannschaft bereits sieben Spieltage vor Schluss den Wiederaufstieg ins Oberhaus. Doch der Klassenerhalt blieb dem Verein verwehrt und als Tabellenletzter Stieg Kyoto Sanga 2006 erneut ab. Der Beiname Purple wurde 2007 entfernt und der aktuelle Name Kyōto Sanga F.C. präsentiert. Auch das neue Vereinslogo sollte den Verein moderner und attraktiver machen. Mit dem Sieg über Sanfrecce Hiroshima in der Relegation – durch den 2:1-Sieg im Hinspiel, reichte im Rückspiel in Hiroshima das 0:0-Unentschieden – gelang Kyōto Sanga erneut der direkte Wiederaufstieg.
2010 stieg der Verein nach der Niederlage gegen die Urawa Red Diamonds ab. Sanga konnte in jener Saison nur vier Siege vorweisen und hatte mit −30 (30:60) die zweitschlechteste Tordifferenz der Liga. In der ersten Zweitliga-Saison schaffte Sanga es nicht in die Aufstiegsränge, konnte allerdings im selben Jahr bis in das Finale des Kaiserpokals vorstoßen, wo man allerdings mit 4:2 dem FC Tokyo unterlag. In den beiden Folgejahren schaffte es Sanga jeweils als 3. in die Aufstiegs-Relegation, scheiterte aber auch jeweils. Es folgten 7 weitere Jahre in der J2, wobei man mal besser, mal schlechter abschnitt. 2018 wurde man sogar nur 19. Erst 2021, der zweiten Saison, die unter der COVID-19-Pandemie litt, spielte der Verein so gut, dass es mit dem 2. Platz für die Rückkehr in die J1 reichte.
Seit 2022 spielt Sanga wieder in der J1, erreichte in jenem Jahr auch das Halbfinale im Kaiserpokal. 2023 erreichte man den 13. Tabellenplatz in der J1, das beste Ergebnis des Vereins im Ligasystem seit 2012.

## Stadion

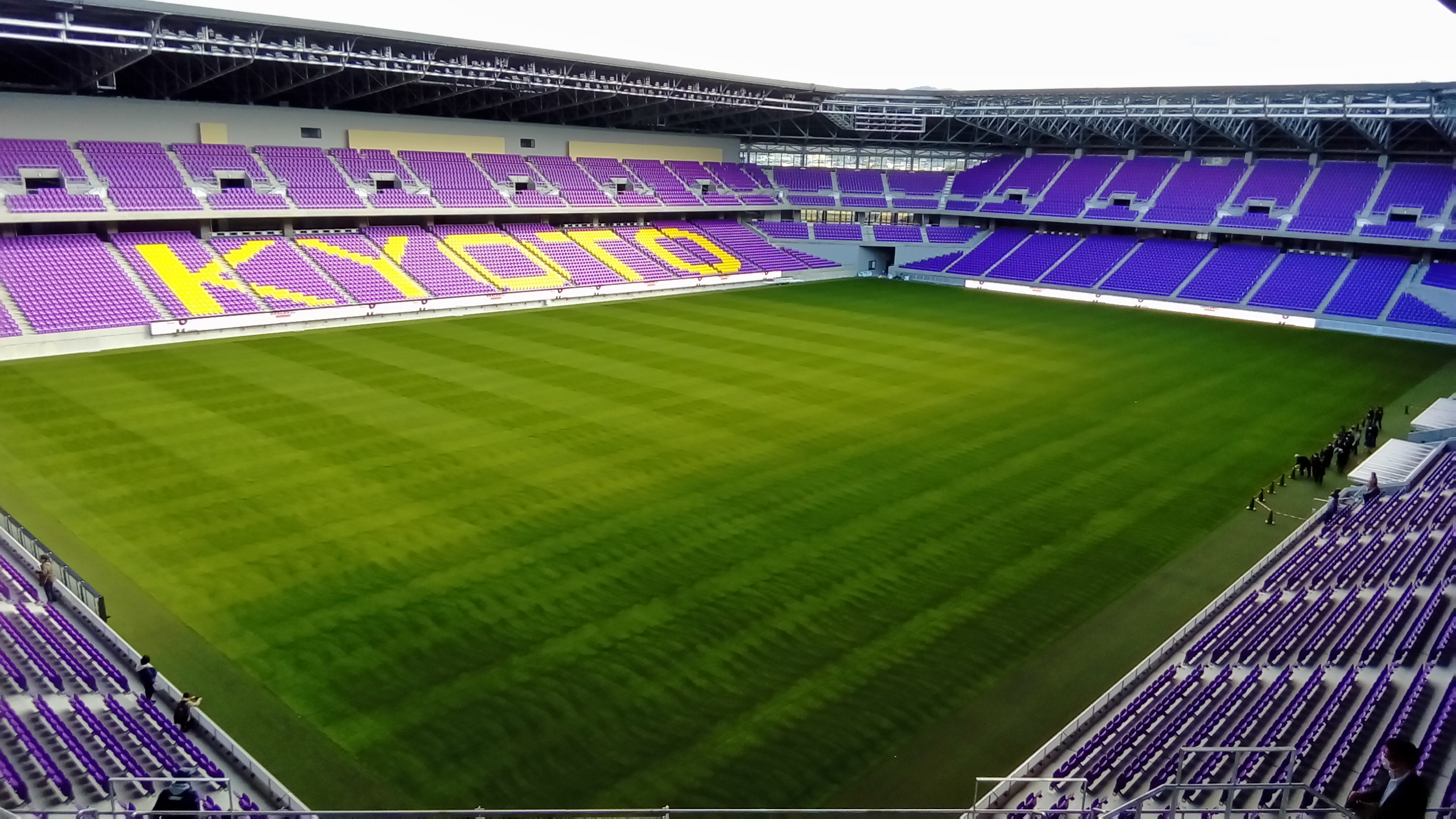
Sanga Stadium by Kyocera

Zu Gründungszeiten spielte der Verein auf einem Spielfeld im Stadtteil Murasakino (紫野) im Stadtviertel Kitaku.
Das neue Nishikyōgoku Athletic Stadium (西京極スタジアム, Nishikyōgoku Sutajiamu), ein Fußballstadion mit Leichtathletikanlage, wurde 1942 im Stadtteil Nishikyōgoku, Ukyō-ku gebaut und dient seitdem als Austragungsort der Heimspiele. 1985 und 1996 erfolgte der Ausbau, sodass heute bis zu 20.588 Zuschauer Platz finden.
Nach fast zwei Jahrzehnten Planung seit den 1990er Jahren wurde ein neues Fußballstadion mit 21.610 Plätzen für 16,7 Mrd. JPY gebaut. Den ersten Spatenstich wurde am 20. Januar 2018 vollzogen. Das Stadion wurde zu Beginn des Jahres 2020 fertig gestellt, rechtzeitig zum Beginn der J2 League 2020. Der japanische Technologiekonzern Kyocera sicherte sich 2019 für 2 Mrd. JPY die Namensrechte über 20 Jahre, sodass das Stadion Sanga Stadium by Kyocera heißt.

## Erfolge
- All Japan Senior Football Championship: Sieger: 1988 (als Kyōto Shikō)
- Emperor’s Cup Sieger: 2002 Finalist: 2011
- J2 League Meister: 2001, 2005 Vizemeister: 2021

## Saisonplatzierung
| Saison | Liga | Teams | Pos.  | Zusch./Sp. | J. League Cup      | Kaiserpokal   |
| ------ | ---- | ----- | ----- | ---------- | ------------------ | ------------- |
| 1996   | J1   | 16    | 16.   |            | Gruppenphase       | Viertelfinale |
| 1997   | J1   | 17    | 14.   |            | Gruppenphase       | 4. Runde      |
| 1998   | J1   | 18    | 13.   |            | Gruppenphase       | 3. Runde      |
| 1999   | J1   | 16    | 12.   |            | 2. Runde           | 4. Runde      |
| 2000   | J1   | 16    | 15. ▼ |            | Halbfinale         | 3. Runde      |
| 2001   | J2   | 12    | 1. ▲  |            | 1. Runde           | 4. Runde      |
| 2002   | J1   | 16    | 5.    |            | Gruppenphase       | Sieger        |
| 2003   | J1   | 16    | 16. ▼ |            | Gruppenphase       | 3. Runde      |
| 2004   | J2   | 12    | 5.    |            | -                  | 4. Runde      |
| 2005   | J2   | 12    | 1. ▲  |            | -                  | 4. Runde      |
| 2006   | J1   | 18    | 18. ▼ |            | Gruppenphase       | 4. Runde      |
| 2007   | J2   | 13    | 3. ▲  |            | -                  | 3. Runde      |
| 2008   | J1   | 18    | 14.   |            | Gruppenphase       | 5. Runde      |
| 2009   | J1   | 18    | 12.   |            | Gruppenphase       | 3. Runde      |
| 2010   | J1   | 18    | 17. ▼ |            | Gruppenphase       | 3. Runde      |
| 2011   | J2   | 20    | 7.    |            | -                  | Finale        |
| 2012   | J2   | 22    | 3.    |            | -                  | 3. Runde      |
| 2013   | J2   | 22    | 3.    |            | -                  | 3. Runde      |
| 2014   | J2   | 22    | 9.    |            | -                  | 3. Runde      |
| 2015   | J2   | 22    | 17.   |            | -                  | 3. Runde      |
| 2016   | J2   | 22    | 5.    |            | -                  | 2. Runde      |
| 2017   | J2   | 22    | 12.   |            | -                  | 2. Runde      |
| 2018   | J2   | 22    | 19.   |            | -                  | 3. Runde      |
| 2019   | J2   | 22    | 8.    |            | -                  | 2. Runde      |
| 2020   | J2   | 22    | 8.    |            | -                  | -             |
| 2021   | J2   | 22    | 2. ▲  |            | -                  | Achtelfinale  |
| 2022   | J1   | 18    | 16.   |            | Play-off-Runde     | Halbfinale    |
| 2023   | J1   | 18    | 13.   |            | Gruppenphase       | 2. Runde      |
| 2024   | J1   | 20    | 14.   | 13.535     | 1. Runde (Runde 2) | Halbfinale    |
| 2025   | J1   | 20    |       |            |                    |               |

## Trikot-Historie
| Heimtrikot  | Heimtrikot  | Heimtrikot  | Heimtrikot  | Heimtrikot  |
| ----------- | ----------- | ----------- | ----------- | ----------- |
| 1997 - 1998 | 1999        | 2000        | 2001 - 2002 | 2003 - 2004 |
| 2005 - 2006 | 2007 - 2008 | 2009 - 2010 | 2011 - 2012 | 2013        |
| 2014        | 2015 - 2016 | 2017 - 2018 | 2019        | 2020        |
| 2021        | 2022        | 2023        | 2024 -      |             |
|             |             |             |             |             |

| Ausweichtrikot  | Ausweichtrikot  | Ausweichtrikot | Ausweichtrikot | Ausweichtrikot |
| --------------- | --------------- | -------------- | -------------- | -------------- |
| 1997 - 1998     | 1999 - 2000     | 2001 - 2002    | 2003 - 2004    | 2005 - 2006    |
| 2007 - 2008 2nd | 2007 - 2008 3rd | 2009           | 2010           | 2011 - 2012    |
| 2013            | 2014            | 2015 - 2016    | 2017 - 2018    | 2019           |
| 2020            | 2021            | 2022           | 2023           | 2024 -         |
|                 |                 |                |                |                |

| Dritttrikot     | Dritttrikot                  | Dritttrikot                   | Dritttrikot                | Dritttrikot |
| --------------- | ---------------------------- | ----------------------------- | -------------------------- | ----------- |
| 2007 - 2008 3rd | 2019 · Club 25th Anniversary | 2022 · September Home Limited | 2023 · August Home Limited |             |
|                 |                              |                               |                            |             |

## Spieler
Stand: April 2025
| Nr. |           | Position | Name                  |
| --- | --------- | -------- | --------------------- |
| 1   | Korea Sud | TW       | Gu Sung-yun           |
| 2   | Japan     | AB       | Shinnosuke Fukuda     |
| 3   | Japan     | AB       | Shōgo Asada           |
| 4   | Brasilien | AB       | Patrick William       |
| 5   | Japan     | AB       | Hisashi Appiah Tawiah |
| 6   | Brasilien | MF       | João Pedro            |
| 7   | Japan     | MF       | Sōta Kawasaki         |
| 8   | Japan     | MF       | Takuji Yonemoto       |
| 9   | Brasilien | ST       | Rafael Elias          |
| 10  | Japan     | MF       | Shimpei Fukuoka       |
| 11  | Brasilien | ST       | Marco Túlio           |
| 14  | Japan     | ST       | Taichi Hara           |
| 15  | Japan     | AB       | Kodai Nagata          |
| 16  | Japan     | MF       | Shōhei Takeda         |
| 17  | Japan     | ST       | Yuto Anzai            |
| 18  | Japan     | MF       | Temma Matsuda         |
| 20  | Japan     | AB       | Kazunari Kita         |

| Nr. |           | Position | Name             |
| --- | --------- | -------- | ---------------- |
| 21  | Japan     | TW       | Kentarō Kakoi    |
| 22  | Japan     | AB       | Hidehiro Sugai   |
| 24  | Japan     | AB       | Yūta Miyamoto    |
| 26  | Japan     | TW       | Gakuji Ōta       |
| 29  | Japan     | MF       | Masaya Okugawa   |
| 30  | Japan     | AB       | Rikuto Iida      |
| 31  | Japan     | ST       | Sora Hiraga      |
| 36  | Japan     | TW       | Akira Fantini    |
| 39  | Japan     | MF       | Taiki Hirato     |
| 44  | Japan     | MF       | Kyō Satō         |
| 48  | Japan     | MF       | Ryuma Nakano     |
| 50  | Japan     | AB       | Yoshinori Suzuki |
| 51  | Japan     | MF       | Yoon Sung-jun    |
| 52  | Japan     | ST       | Ko Sakai         |
| 56  | Japan     | TW       | Atsushi Honda    |
| 77  | Brasilien | MF       | Murilo Costa     |
| 93  | Japan     | ST       | Shun Nagasawa    |

## Trainerchronik
| Trainer            | Nation         | von              | bis               |
| ------------------ | -------------- | ---------------- | ----------------- |
| Bunji Kimura       | Japan          | 1. Januar 1983   | 30. Juni 1990     |
| George Yonashiro   | Japan          | 1. Februar 1994  | 31. Januar 1995   |
| Oscar              | Brasilien      | 1. Februar 1995  | 10. Juni 1996     |
| George Yonashiro   | Japan          | 11. Juni 1996    | 31. Januar 1997   |
| Pedro Rocha        | Uruguay        | 1. Januar 1997   | 31. Dezember 1997 |
| Hans Ooft          | Niederlande    | 1. Februar 1998  | 1. Juni 1998      |
| Hidehiko Shimizu   | Japan          | 2. Juni 1998     | 30. Juni 1999     |
| Shū Kamo           | Japan          | 1. Juli 1999     | 31. Mai 2000      |
| Gert Engels        | Deutschland    | 1. Juni 2000     | 31. Mai 2003      |
| Bunji Kimura       | Japan          | 1. Juni 2003     | 30. Juni 2003     |
| Pim Verbeek        | Niederlande    | 1. Juli 2003     | 31. Dezember 2003 |
| Akihiro Nishimura  | Japan          | 1. Februar 2004  | 13. Juni 2004     |
| Kōichi Hashiratani | Japan          | 14. Juni 2004    | 4. Oktober 2006   |
| Naohiko Minobe     | Japan          | 5. Oktober 2006  | 11. Oktober 2007  |
| Hisashi Katō       | Japan          | 12. Oktober 2007 | 27. Juli 2010     |
| Yutaka Akita       | Japan          | 27. Juli 2010    | 31. Januar 2011   |
| Takeshi Ōki        | Japan          | 1. Februar 2011  | 31. Januar 2014   |
| Valdeir Vieira     | Brasilien      | 1. Januar 2014   | 18. Juni 2014     |
| Ryōichi Kawakatsu  | Japan          | 29. Juni 2014    | 31. Januar 2015   |
| Masahiro Wada      | Japan          | 1. Februar 2015  | 10. Juli 2015     |
| Kiyotaka Ishimaru  | Japan          | 11. Juli 2015    | 6. Dezember 2016  |
| Takanori Nunobe    | Japan          | 1. Januar 2017   | 10. Mai 2018      |
| Boško Gjurovski    | Nordmazedonien | 11. Mai 2018     | 31. Januar 2019   |
| Ichizō Nakata      | Japan          | 1. Februar 2019  | 31. Januar 2020   |
| Noritada Saneyoshi | Japan          | 1. Februar 2020  | 31. Januar 2021   |
| Cho Kwi-jae        | Südkorea       | 1. Februar 2021  | heute             |

## Auszeichnungen

### Elf des Jahres
- Atsushi Yanagisawa (2008)